# Danis caledonica
Danis caledonica är en fjärilsart som beskrevs av Felder 1865. Danis caledonica ingår i släktet Danis och familjen juvelvingar. Inga underarter finns listade i Catalogue of Life.